# Orahov Do
Orahov Do je naseljeno mjesto u općini Ravno, Federacija Bosne i Hercegovine, BiH.

## Zemljopis
Nalazi se svega par kilometara od granice s Hrvatskom (oko 5 km od Slanoga), na uskoj cesti od jadranske obale prema Popovom polju. 

## Povijest
Selo se prvi put spominje pod imenom Orahovec (Oraxouech) u jednome sudskome spisu iz 1284. godine kada jedan Orovac prijavljuje štetu na dubrovačkome sudu. Kasnije se selo spominje i u nekoliko dokumenata iz 15. stoljeća. Godine 1475. selo se naziva Rahov Do i u njemu se nalaze 23 obitelji.
Godine 1687. Orahov Do su spalili Osmanlije, a 1692. uskoci su za vrijeme mise ondje ubili don Iliju Boškovića, strica Ruđera Boškovića. U selu je sačuvana obiteljska kuća Nikole Boškovića, Ruđerova oca.
Mjesno stanovništvo selo naziva i Horahovi Do, a u povijesnim vrelima se nalazi i oblik Horahovo te potalijančeno ime Valle de Nucis. Službeni naziv sela je Orahov Do iako ga njegovi stanovnici najčešće nazivaju Orovi Do.
Nedaleko od Orahova Dola nalazilos se selo Bjeljave koje je nastalo uz zemljišta u vlasništvu zavalskoga manastira koja su mjesni katolici uzimali u zakup. Bjeljave se nazivaju i Plitki Do.
Godine 1629. posjetio je Donju Hercegovinu biskup fra Dominik Andrijašević. Tada je bila sva Donja Hercegovina katolička, gusto načičkana župama i crkvama. Prigodom posjeta Donjoj Hercegovini, zabilježio je župe u Popovu polju i među njima Orahovi Do u kojoj je crkva, 3 sela i 40 katoličkih obitelji.
Orahov Do nalazi se na predjelu Dubrave. 13. Humski zbornik bavi se Ruđerom Boškovićem, Orahovim Dolom u Dubravi, Zavali u Dubravi i dr.

## Stanovništvo

### 1991.
Nacionalni sastav stanovništva 1991. godine, bio je sljedeći:
ukupno: 42
- Hrvati - 38
- Srbi - 4

### 2013.
Nacionalni sastav stanovništva 2013. godine, bio je sljedeći:
ukupno: 151
- Hrvati - 151

## Poznate osobe
- Dominik Andrijašević, hrvatski franjevac i biskup
- Nikola Bošković, hrvatski trgovac
- Benedikt Medvjedović, hrvatski franjevac i biskup

### Članci
- Vidović, Domagoj. 2010. Pregled toponimije jugozapadnoga dijela Popova. Folia onomastica Croatica. Zavod za lingvistička istraživanja HAZU. Zagreb.  (19): 283–340